# Джордж Гербіґ
Джордж Говард Гербіґ або Хербіг Джордж Хауерд (англ. George Howard Herbig; 2 січня 1920 — 12 жовтня 2013) — американський астроном, член Національної АН США (1964).

## Життєпис
Родився у місті Вілінг (Західна Вірджинія). 1943 року закінчив Каліфорнійський університет у Лос-Анджелесі. З 1944 працює в Лікській обсерваторії (у 1970—1971 — директор). З 1966 — також професор Каліфорнійського університету в Санта-Крусі.
Наукові роботи належать до фізики зір та туманностей. Вніс значний внесок щодо вивчення утворення зірок і ранніх етапів зоряної еволюції. Виконав огляди зоряних скупчень і туманностей з метою пошуку і спектроскопічного вивчення молодих емісійних зірок; провів численні дослідження нестаціонарних зірок типу T Тельця, а також зірок Ae і Be, що асоціюються з туманностями.
1951 року, одночасно з Гільєрмо Аро, виявив зіркоподібні об'єкти, оточені туманними оболонками (об'єкти Гербіґа—Аро). За сучасними уявленнями, це — невеликі згустки речовини в зонах формування зір малої маси. Їх випромінювання зумовлене висвічуванням газу за фронтом ударної хвилі.
Вивчив спектри багатьох нестаціонарних зір різних типів. Відкрив сильні лінії поглинання літію в спектрах зірок F і G, що поклало початок широким дослідженням вмісту літію в цих зірках і зв'язку його з віком зір. Вивчав обертання зірок проміжних спектральних класів та еволюційне значення різкого стрибка швидкості обертання у зір класу F. На підставі аналізу діаграм Герцшпрунга — Рессела для скупчень Гіади та Стожари зробив висновок про неодночасність утворення зірок у скупченнях.
Премія ім. Г. Ворнер Американського астрономічного товариства (1955), медаль Льєжського університету, Медаль Кетрін Брюс Тихоокеанського астрономічного товариства (1980).

## Названі на честь ученого
- Астероїд 11754 Herbig
- Зірки Гербіґа Ae/Be

## Виноски
1. ↑  Astronomer George Herbig dies at age 93
2. ↑  NNDB — 2002.
3. ↑  Астрономічний енциклопедичний словник, ст.510
4. ↑  Хербіга-Аро об'єкти // Астрономічний енциклопедичний словник / за заг. ред. І. А. Климишина та А. О. Корсунь. — Львів : Голов. астроном. обсерваторія НАН України : Львів. нац. ун-т ім. Івана Франка, 2003. — С. 510—511. — ISBN 966-613-263-X.